# Zuzana Šafářová
Zuzana Šafářová (20 de julio de 2001) es una deportista checa que compite en ciclismo de montaña en la disciplina de campo a través. Ganó una medalla de bronce en el Campeonato Europeo de Ciclismo de Montaña de 2022, en la prueba por eliminación.

## Medallero internacional
| Campeonato Europeo | Campeonato Europeo | Campeonato Europeo | Campeonato Europeo |
| Año                | Lugar              | Medalla            | Competición        |
| ------------------ | ------------------ | ------------------ | ------------------ |
| 2022               | Anadia (Portugal)  | Medalla de bronce  | Eliminación        |